# Nombre de Friedman
En teoria de nombres, un nombre de Friedman és un nombre enter el qual al ser representat en un determinat sistema de numeració, és el resultat d'una expressió no trivial utilitzant tots els seus dígits en combinació amb qualsevol altra operació aritmètica bàsica (suma, resta, multiplicació i divisió), el negatiu, parèntesis, potenciació, i concatenació. Aquí, no trivial significa que s'utilitza almenys una de les operacions a part de la concatenació dels dígits. No s'accepten nombres amb zeros a l'esquerra, ja que això també resultaria en nombres de Friedman trivials, per exemple 024 = 20 + 4.
Un exemple de nombre de Friedman en base decimal és 347 = 73 + 4.
Els nombres de Friedman porten el nom del professor de matemàtiques Erich Friedman.

## Resultats en base decimal
Les expressions dels primers nombres de Friedman en base decimal són:
| Nombre | Expressió | Nombre | Expressió | Nombre | Expressió | Nombre | Expressió |
| ------ | --------- | ------ | --------- | ------ | --------- | ------ | --------- |
| 25     | 5²        | 127    | 27−1      | 289    | (8+9)²    | 688    | 8×86      |
| 121    | 11²       | 128    | 28−1      | 343    | (3+4)3    | 736    | 3⁶+7      |
| 125    | 51+2      | 153    | 3×51      | 347    | 73+4      | 1022   | 2¹⁰−2     |
| 126    | 6×21      | 216    | 62+1      | 625    | 56−2      | 1024   | (4−2)¹⁰   |

Hi ha un cas especial de nombres de Friedman (en anglès anomenats nice Friedman numbers) al qual els nombres apareixen a l'expressió en el mateix ordre que en el resultat.
La pàgina web de Friedman mostra un centenar de nombres de Friedman pandigitals, és a dir que inclouen tots els dígits d’1 a 9. Dos d'ells són
123456789 = ((86 + 2 × 7)⁵ − 91) / 34
987654321 = (8 × (97 + 6/2)⁵ + 1) / 34.
Només un d'ells conserva l'ordre:
268435179 = −268 + 4(3×5 − 17) − 9.
Michael Brand va demostrar que la densitat dels nombres de Friedman entre els naturals és 1, és a dir que la probabilitat que un nombre escollit a l'atzar i uniformement entre 1 i n sigui un nombre de Friedman tendeix a 1 quan n tendeix a infinit. Aquest resultat s'estén als nombres de Friedman de qualsevol base. També va demostrar que el mateix passa pels nombres de Friedman ordenats en binari, ternari i quaternari, però encara no ha estat demostrat en base decimal.
Un cas especial és el trobat pel físic James Davis l'any 2017, ja que l'operació resultant no només conserva l'ordre, sinó que a correspon a la factorització en nombres primers del nombre original:
13532385396179 = 13 × 53² × 3853 × 96179
Els nombres vampir són un subgrup dels nombres de Friedman on l'única operació és la multiplicació de dos nombres amb el mateix nombre de dígits, per exemple 1260 = 21 × 60.

## Algorismes per trobar nombres de Friedman
Generalment hi ha menys nombres de Friedman de dos dígits que de tres dígits en qualsevol base, però els de dos dígits són més fàcils de trobar. Si es representen els nombres de dos dígits com mb + n on b és la base i m, n són enters de 0 a b−1, només cal comprovar cada possible combinació de m i n en les igualtats mb + n = mn, i mb + n = nm per veure quines es compleixen. No cal comprovar m + n ni m × n, perquè sempre seran més petites que mb + n quan n < b. El mateix passa amb m − n i m / n.

## Resultats generals
A continuació es descriuen una sèrie de funcions que permeten obtenir nombres de Friedman per qualsevol base.
En base {\displaystyle b=mk-m}, 
{\displaystyle b^{2}+mb+k=(mk-m+m)b+k=mbk+k=k(mb+1)}
és un nombre de Friedman escrit en base {\displaystyle b} com 1mk = k × m1.
En base {\displaystyle b>2},
{\displaystyle {(b^{n}+1)}^{2}=b^{2n}+2{b^{n}}+1}
és un nombre de Friedman escrit en base {\displaystyle b} com 100...00200...001 = 100..001², amb {\displaystyle n-1} zeros entre cada nombre diferent de zero).
En base {\displaystyle b={\frac {k(k-1)}{2}}},
{\displaystyle 2b+k=2\left({\frac {k(k-1)}{2}}\right)+k=k^{2}-k+k=k^{2}}
és un nombre de Friedman escrit en base {\displaystyle b} as 2k = k². Des de l'observació que tots els nombres de la forma 2k × b2n es poden escriure com k000...000² amb n zeros, podem trobar seqüències de nombres de Friedman consecutius que són arbitràriament llargs. Per exemple, per {\displaystyle k=5} en base 10, 250068 = 500² + 68, on podem deduir el rang de nombres de Friedman consecutius de 250000 a 250099.
Es poden obtenir nombres de Friedman que només tenen un únic dígit repetit. El més petit en base 8 és 33 = 33, i en base 10 és 99999999 = (9 + 9/9)9−9/9 − 9/9.
Hi ha infinits primers de Friedman en totes les bases. Per les bases {\displaystyle 2\leq b\leq 10} els nombres les següents equacions obtenen nombres de Friedman per tot valor de n.
| Base | Equació                                                                         |
| ---- | ------------------------------------------------------------------------------- |
| 2    | {\displaystyle n\times 10^{1111}+11111111=n\times 10^{1111}+10^{1000}-1+0+0}    |
| 3    | {\displaystyle n\times 10^{102}+1101221=n\times 10^{102}+2^{101}+0+0}           |
| 4    | {\displaystyle n\times 10^{20}+310233=n\times 10^{20}+33^{3}+0}                 |
| 5    | {\displaystyle n\times 10^{13}+2443111=n\times 10^{4+4}+(2\times 3)^{11}}       |
| 6    | {\displaystyle n\times 10^{13}+25352411=n\times 10^{2\times 5-1}+(5+2)^{(3+4)}} |
| 7    | {\displaystyle n\times 10^{60}+164351=n\times 10^{60}+(10+4-3)^{5}+0+0+\ldots } |
| 8    | {\displaystyle n\times 10^{60}+163251=n\times 10^{60}+(10+3-2)^{5}+0+0+\ldots } |
| 9    | {\displaystyle n\times 10^{60}+162151=n\times 10^{60}+(10+2-1)^{5}+0+0+\ldots } |
| 10   | {\displaystyle n\times 10^{60}+161051=n\times 10^{60}+(10+1-0)^{5}+0+0+\ldots } |

Per a bases {\displaystyle b>10}
{\displaystyle n\times 10^{50}+{\text{15AA51}}=n\times 10^{50}+(10+{\text{A}}/{\text{A}})^{5}+0+0+\ldots }
són nombres de Friedman per tota n.